# Blackfriars Railway Bridge
Il Blackfriars Railway Bridge è un ponte ferroviario che attraversa il Tamigi a Londra, fra il Blackfriars Bridge ed il Millennium Bridge.
Vi sono state due strutture con questo nome; la prima venne inaugurata nel 1864 su progetto di Joseph Cubitt per la London, Chatham and Dover Railway. A seguito delle costituzione della Southern Railway nel 1924, i treni inter-city e verso l'Europa fecero capolinea alla stazione di Waterloo e la stazione di St Paul's divenne una stazione locale per cui il ponte divenne sempre meno utilizzato. Poiché nel tempo le sue strutture si erano indebolite e non era più idoneo a sopportare il transito dei treni moderni, nel 1985 la struttura metallica venne rimossa e furono lasciati al loro posto i piloni di sostegno.
Il secondo ponte, costruito accanto a quello demolito, venne chiamato in origine St Paul's Railway Bridge ed inaugurato nel 1886. Esso è ancora in uso e venne realizzato in acciaio dalla  John Aird & Co.. Quando la stazione di St Paul's cambiò il suo nome in Blackfriars nel 1937 anche il ponte cambiò il suo nome.
Al terminale sud vi era la Blackfriars Bridge railway station che aprì nel 1864 e chiuse al traffico passeggeri nel 1885 a seguito dell'apertura di quella che è oggi la Blackfriars station. La Blackfriars Bridge railway station continuò ad operare come servizio merci fino al 1964 quando venne demolita ed al suo posto vennero costruiti alcuni edifici adibiti ad uffici. 

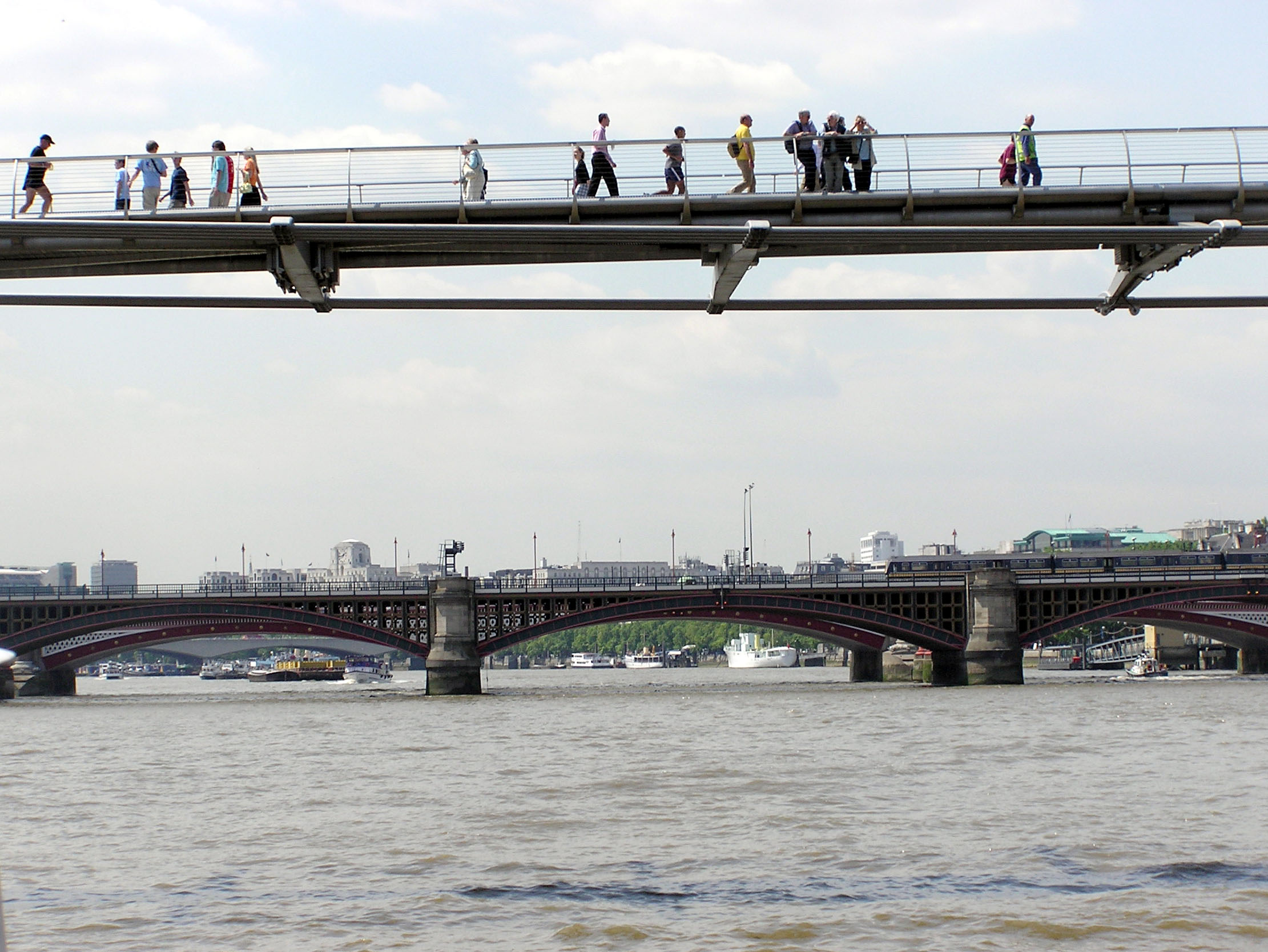
Blackfriars Railway Bridge. Il Millennium Bridge in primo piano.
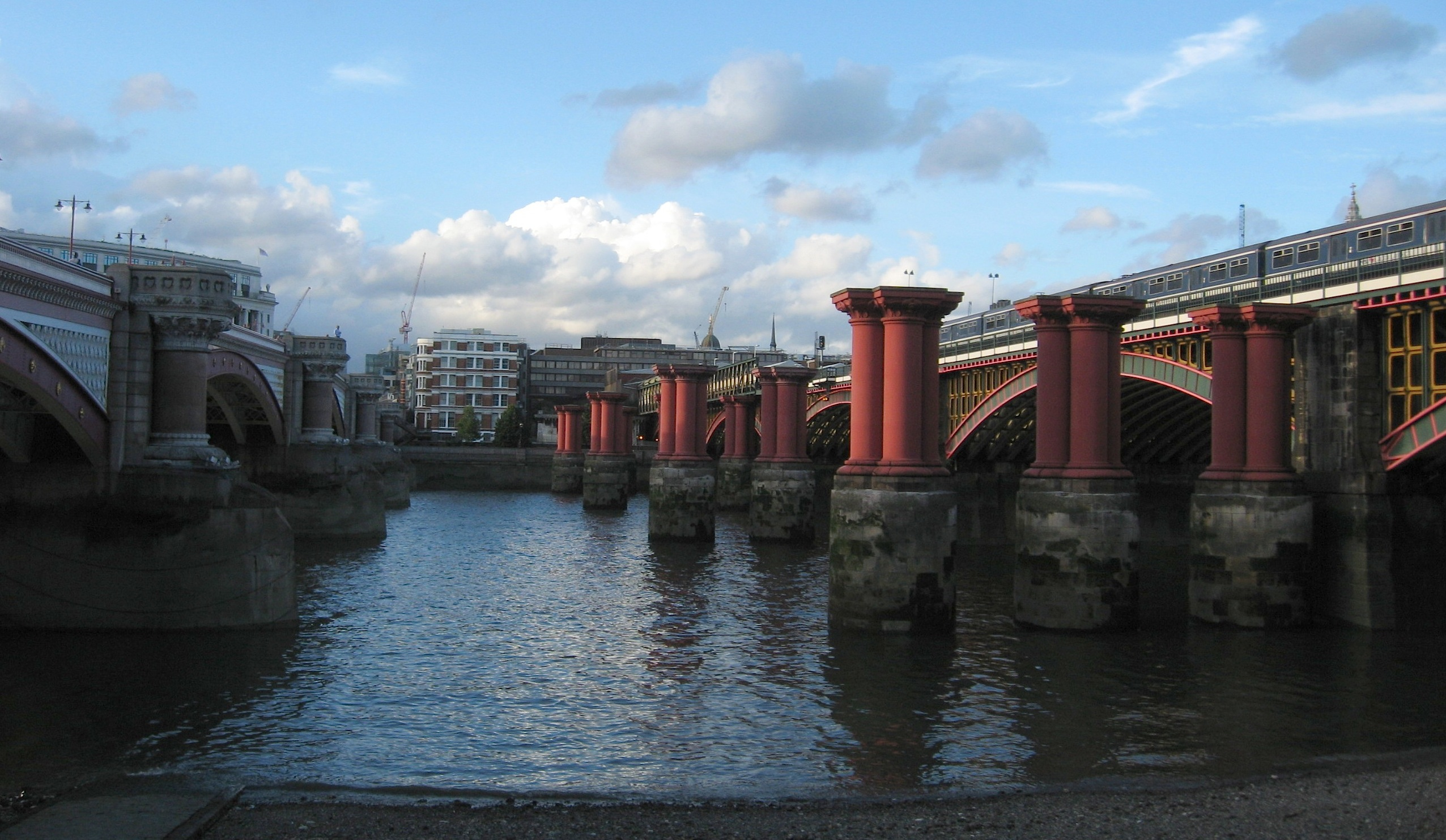
Blackfriars Bridge e Blackfriars Railway bridges, dalla riva sud del Tamigi.
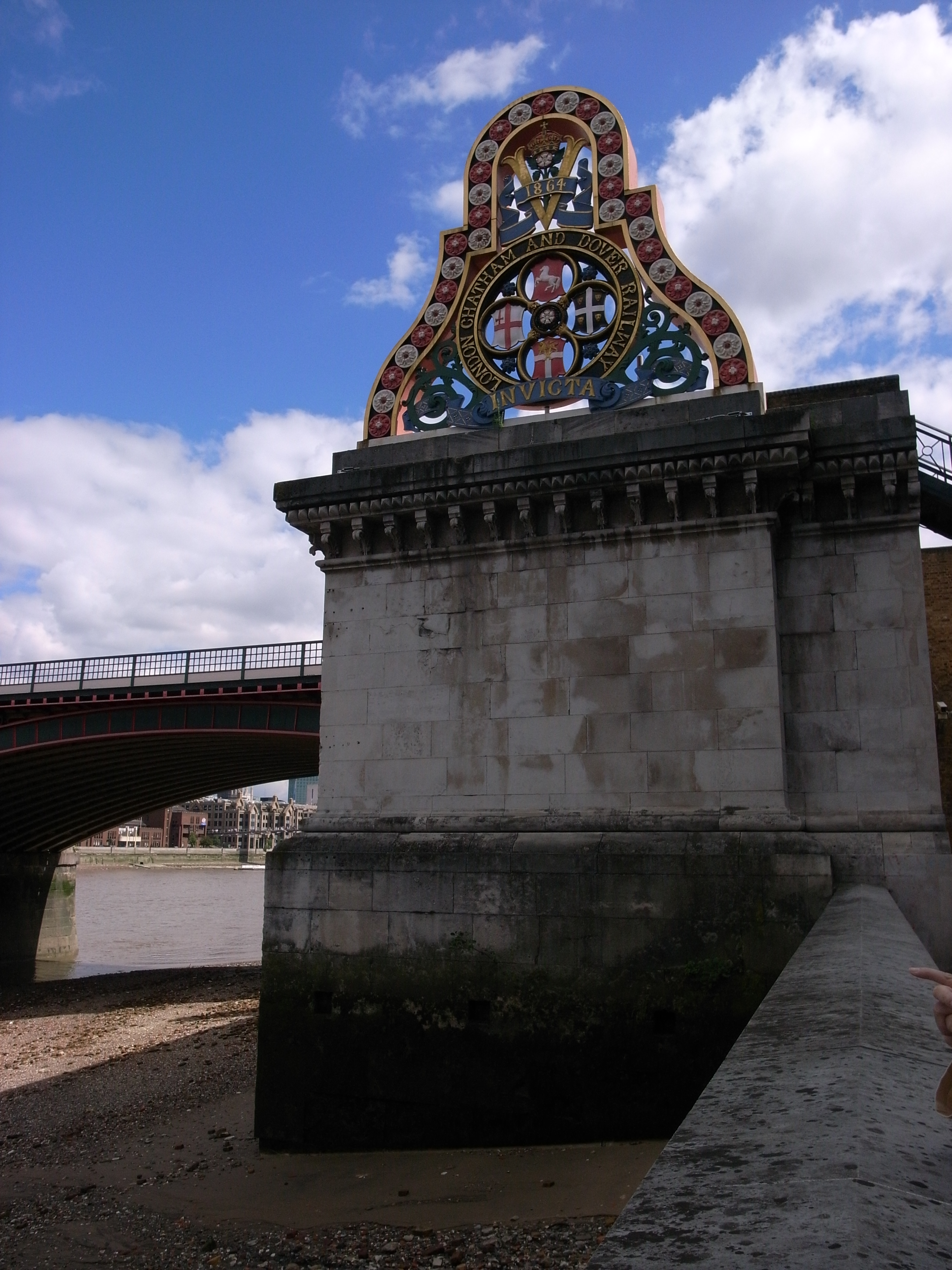
Resti del ponte demolito sulla riva sud del Tamigi.